# Virtuti Militari

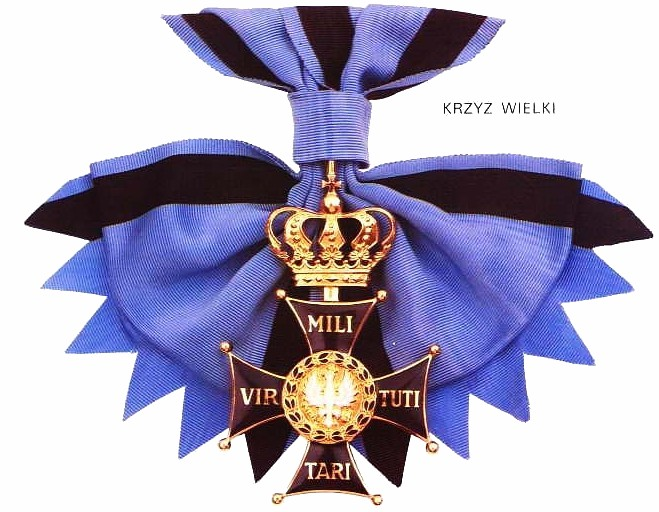
1992 års utgåva av Virtuti Militari.

Virtuti Militari (polska: Order Virtuti Militari, latin: För militära dygder), är Polens högsta militära orden. Utmärkelsen instiftades av kung Stanisław II August Poniatowski den 22 juni 1792 (vilket gör den äldre än till exempel det tyska järnkorset) för att fira en militär seger i polsk-ryska kriget som inleddes efter Polens antagande av konstitutionen 3 maj 1792. År 1918 återinförde polska parlamentet 1815 års indelning av orden i fem klasser och förlänade den på detta vis fram till 1989. År 1992 blev orden definierad som Order Wojenny Virtuti Militari (Krigsorden Virtuti Militari) för att förlänas i samband med krig och ej senare än 5 år efter krigsslut. 
Den polska exilregeringen under andra världskriget (1939-1945) förlänade Virtuti Militari till krigshjältarna på västfronten och i Hemmaarmén, som till exempel generalerna Władysław Anders och Tadeusz Bór-Komorowski, samt till förband som 303 Kościuszko-skvadronen i slaget om Storbritannien och örlogsfartyget ORP Błyskawica. Folkrepublikregeringen (1945-1989) förlänade utmärkelsen till ett stort antal kommunistiska krigshjältar, som till exempel Konstantin Rokossovskij, Georgi Zjukov och Josip Broz Tito, samt även till Bernard Montgomery ("Monty"). Efter kommunismens fall, 1989, har de polska presidenterna återkallat ordnar utdelade till den sovjetiska partiledaren Leonid Brezjnev (av 1:a klass), den sovjetiske KGB-generalen Iwan Sierow, och Wincenty Romanowski, en polsk stalinistisk general för hans förföljelse 1946 av soldater från Armia Krajowa. Åren 1792-1992 förlänades totalt 26 249 ordnar.